# Aquiles Serdán (estación)
Aquiles Serdán es una de las estaciones que forman parte del Metro de la Ciudad de México, perteneciente a la Línea 7. Se ubica al norte de la Ciudad de México, en la alcaldía Azcapotzalco.

## Información general
La estación recibió ese nombre porque se encuentra en la Avenida Aquiles Serdán, que a su vez honra la memoria de Aquiles Serdán Alatriste. El logotipo de la estación representa un busto de este personaje.

### Afluencia
La afluencia en el 2014 fue de:
- Total: 5,318,911
- Promedio diario: 14,572
- Máxima: 22,366
- Mínima: 3,671

La siguiente tabla muestra la afluencia de la estación en los últimos 10 años:
| Afluencia Anual de Pasajeros | Afluencia Anual de Pasajeros | Afluencia Anual de Pasajeros | Afluencia Anual de Pasajeros | Afluencia Anual de Pasajeros | Afluencia Anual de Pasajeros |
| ---------------------------- | ---------------------------- | ---------------------------- | ---------------------------- | ---------------------------- | ---------------------------- |
| Año                          | Afluencia                    | A Diario                     | Ranking                      | Incremento                   | Ref.                         |
| 2023                         | 3,673,686                    | 10,064                       | 120°/195                     | +19.32%                      | [ 3 ]                        |
| 2022                         | 3,078,753                    | 8,434                        | 129°/175                     | +39.98%                      | [ 4 ]                        |
| 2021                         | 2,199,473                    | 6,025                        | 134°/195                     | -26.52%                      | [ 5 ]                        |
| 2020                         | 2,993,225                    | 8,178                        | 116°/195                     | -48.26%                      | [ 6 ]                        |
| 2019                         | 5,785,502                    | 15,850                       | 114°/195                     | -0.31%                       | [ 7 ]                        |
| 2018                         | 5,803,378                    | 15,899                       | 112°/195                     | +0.66%                       | [ 8 ]                        |
| 2017                         | 5,765,053                    | 15,794                       | 112°/195                     | -4.82%                       | [ 9 ]                        |
| 2016                         | 6,057,188                    | 16,549                       | 109°/195                     | +7.91%                       | [ 10 ]                       |
| 2015                         | 5,612,941                    | 15,377                       | 111°/195                     | -4.93%                       | [ 11 ]                       |
| 2014                         | 5,904,210                    | 16,175                       | 106°/195                     | -6.54%                       | [ 12 ]                       |

## Conectividad

### Salidas
- Poniente: Avenida Aquiles Serdán y Totonacas, colonia Tezozómoc.
- Oriente: Avenida Aquiles Serdán y 16 de Septiembre, colonia Pasteros.

### Conexiones
Existen conexiones con las estaciones y paradas de diversos sistemas de transporte:
- Líneas 4 y 6 del trolebús.
- Algunas rutas de la Red de Transporte de Pasajeros.